# Thanatus mus
Thanatus mus är en spindelart som beskrevs av Embrik Strand 1908. Thanatus mus ingår i släktet Thanatus och familjen snabblöparspindlar.
Artens utbredningsområde är Peru. Inga underarter finns listade i Catalogue of Life.